# Quartell
Quartell è un comune spagnolo di 1 469 abitanti situato nella comunità autonoma Valenciana.